# Дмитрюк Петро Андрійович
Петро Андрійович Дмитрюк (нар. 1896, місто Люботин, тепер Харківської області — ?, місто Харків) — український радянський діяч, залізничник, начальник Південної залізниці (1945–1954).

## Біографія
Народився в родині машиніста залізничних поїздів. Закінчив реальне училище у місті Кременчуці.
Трудову діяльність розпочав у 1914 році в управлінні Владикавказької залізниці. Працював конторником, рахівником, начальником швидких поїздів. Потім — старший помічник начальника станції Ростов, диспетчер управління дороги, старший диспетчер Північно-Кавказького округу шляхів сполучення.
З 1921 року — диспетчер, старший диспетчер відділення, керівник групи організації перевезень, заступник начальника відділу експлуатації району залізниці у місті Кременчук на Полтавщині.
У 1932 році закінчив курси інженерів Народного комісаріату шляхів сполучення СРСР.
У 1932—1936 роках — старший диспетчер на Куйбишевській залізниці, заступник начальника відділення.
Член ВКП(б).
У 1936—1941 роках — заступник начальника Люботинського відділення руху Південної залізниці; заступник начальника Роменського відділення руху Південної залізниці; виконувач обов'язків начальника Основ'янського відділення руху Південної залізниці; начальник служби руху Південної залізниці.
У 1941—1945 роках — заступник начальника Пензенської залізниці; заступник начальника Ленінградської залізниці.
У 1945 — червні 1954 року — начальник Південної залізниці.
З 1954 року — викладач Харківського інституту залізничного транспорту.

## Звання
- генерал-директор руху ІІІ рангу (29.07.1945)
- генерал-директор руху ІІ рангу (.05.1949)

## Нагороди
- орден Леніна
- два ордени Трудового Червоного Прапора
- орден Червоної Зірки
- медалі